# Andy Fairweather Low
Andrew Fairweather Low (Ystrad Mynach, 2 de agosto de 1948) es un músico y compositor británico. Fue uno de los músicos fundadores de la agrupación Amen Corner y en años recientes ha salido de gira con Roger Waters, Eric Clapton y Bill Wyman's Rhythm Kings. Desde la década de 1970 se ha desempeñado como músico solista, publicando una variedad de discos desde 1974. Su último trabajo discográfico, Zone-O-Tone, fue publicado en 2013.

## Discografía

### Solista
- Spider Jiving (1974)
- La Booga Rooga (1975)
- Be Bop 'N' Holla (1976)
- Mega Shebang (1980)
- Wide Eyed And Legless: The A&M Recordings (2004)
- Sweet Soulful Music (2006)
- Best of Andy Fairweather Low – Low Rider (2008)
- Live in Concert (2008)
- Zone-O-Tone (2013)